# Santa Cristina de la Serra
Santa Cristina de la Serra, coneguda popularment simplement com a Santa Cristina, és una capella del terme comunal nord-català de la Menera, a la comarca del Vallespir.

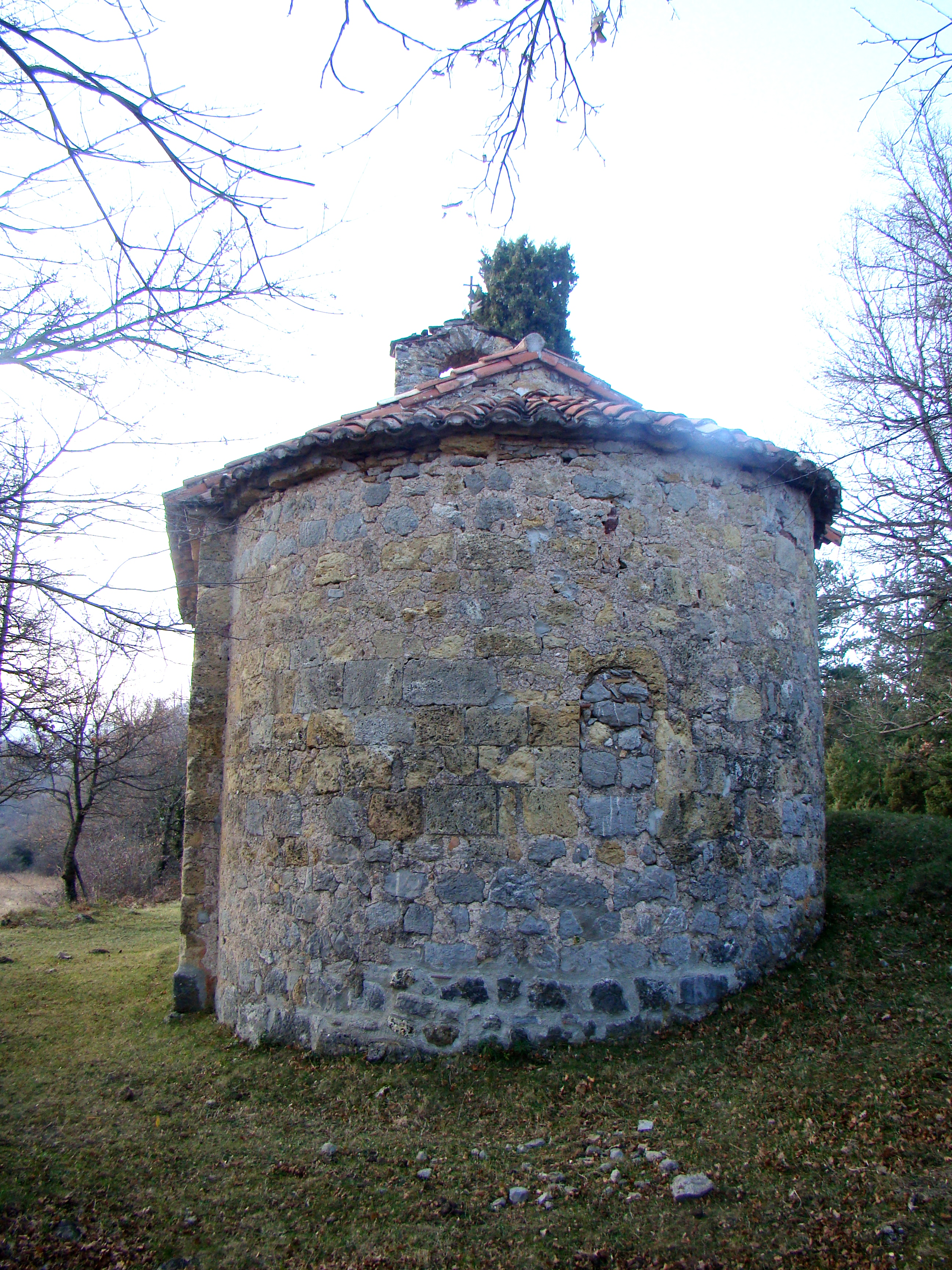
Absis oriental de l'església

Està situada al sud-est del poble de la Menera, a prop a llevant de Terra Roig i de Can Batlle, al nord deL Mas de l'Aulina, al nord-oest de l'Assalador i al sud de Can Niol.

## Història
Es documenta per primer cop aquesta església el 1267, en una acta de donació. El segle xv se l'anomena de Serra o de la Serra. Actualment és propietat particular.

## L'església
És un edifici romànic d'una sola nau, coberta amb volta de canó de punt rodó. La nau fa 7,25 de llarg amb un absis d'una amplària de 5,90. A llevant es troba un absis semicircular, que conserva les traces de la finestra central, malgrat que és tapada. Al frontis oest es troben la porta i una finestra de doble esqueixada, a més del campanar d'espadanya que el corona. A la façana sud hi ha una altra finestra de doble esqueixada. Es tracta d'una església construïda al segle xii, amb aparell de carreus grossos, només desbastats, llevat dels de la porta, més treballat. És una obra rústica.